# Risoba orientalis
Risoba orientalis är en fjärilsart som beskrevs av Holloway 1976. Risoba orientalis ingår i släktet Risoba och familjen trågspinnare. Inga underarter finns listade.